# 中国戏剧学院
中国戏剧学院诞生于1949年的香港九龙，由京班出身的于占元创立。当时国共内战，香港戏曲行业却仍然繁荣，于是北派艺人南下寻求机会。于占元作为武生，开创学校培养梨园武行子弟。其中最有名的戏班七小福弟子，在1970年代戏曲衰落后开始走进电影行业。